# Sunol (Kalifornija)
Sunol je naseljeno područje za statističke svrhe u američkoj saveznoj državi Kalifornija. Prema popisu stanovništva iz 2010. u njemu je živjelo 913 stanovnika.